# Soulèvement de Lyon contre la Convention nationale
Le soulèvement de Lyon contre la Convention nationale est une révolte qui a opposé, entre juin et novembre 1793, les Rolandins, composés de Girondins et de Royalistes, aux Chaliers lyonnais, proches des Montagnards. S'opposant aux mesures prises par les Chaliers, les Rolandins s'emparent du pouvoir à Lyon où, malgré leur alliance avec des Royalistes, ils proclament leur attachement à la République. Cependant, craignant une insurrection contre-révolutionnaire, la Convention nationale alors dominée par les Montagnards décide de les réprimer par la force.

## Une ville confrontée à la crise économique
En 1789, Lyon est avec Paris la seule agglomération à dépasser de façon certaine les 100 000 habitants. Ville de banque, de négoce et de manufactures, elle vit surtout de la soierie, qui occupe un tiers de la population. Mais la France est alors plongée dans une crise économique très grave, et cette industrie est en crise. Selon Arthur Young, agronome britannique qui visite la ville en décembre, 20 000 personnes vivent de la charité et souffrent de la disette, et les couches populaires sont confrontées à la misère. 1 695 maîtres-ouvriers faisant fonctionner 3 370 métiers, n'ont plus de travail, près de 10 000 compagnons vivent de secours, 2 000 ateliers disparaissent et plus de 4 000 ouvriers de la soie quittent la ville. En février 1790, un rapport officiel compte 25 000 personnes assistées, soit plus de la moitié des travailleurs et de leurs familles, et rend le traité de commerce franco-britannique signé à Versailles le 26 septembre 1786 responsable de la crise.
Deux émeutes dirigées contre les barrières d'octroi agitent la ville, en juin 1789 et juillet 1790. Le peuple de la ville espère que les États généraux de 1789 vont supprimer les droits d'octroi, établis par l'oligarchie marchande pour acquitter le loyer des emprunts sans imposer les propriétés. Toutefois, la nouvelle municipalité issue des élections maintient l'octroi. Cette mesure provoque une nouvelle émeute, qui contraint les édiles à reculer ; mais l'Assemblée constituante rétablit provisoirement les barrières. Cette décision déclenche une nouvelle émeute, accompagnée du pillage des maisons des plus riches et de la demande de la taxation des denrées de première nécessité.
Lourds de conséquence, ces conflits sociaux révèlent les intérêts communs des élites royalistes, autour d'Imbert-Colomès, et patriotes, autour de Roland. De même, les maîtres-ouvriers s'opposent à la taxation des prix, qui entraînerait celle des salaires des compagnons, qu'il ne serait ainsi plus possible de réduire. De leur côté, les compagnons qui ont encore du travail ont des liens plus étroits avec les maîtres et les fabricants qu'avec les chômeurs, prêts à accepter n'importe quelle rétribution.

## Une opposition politique

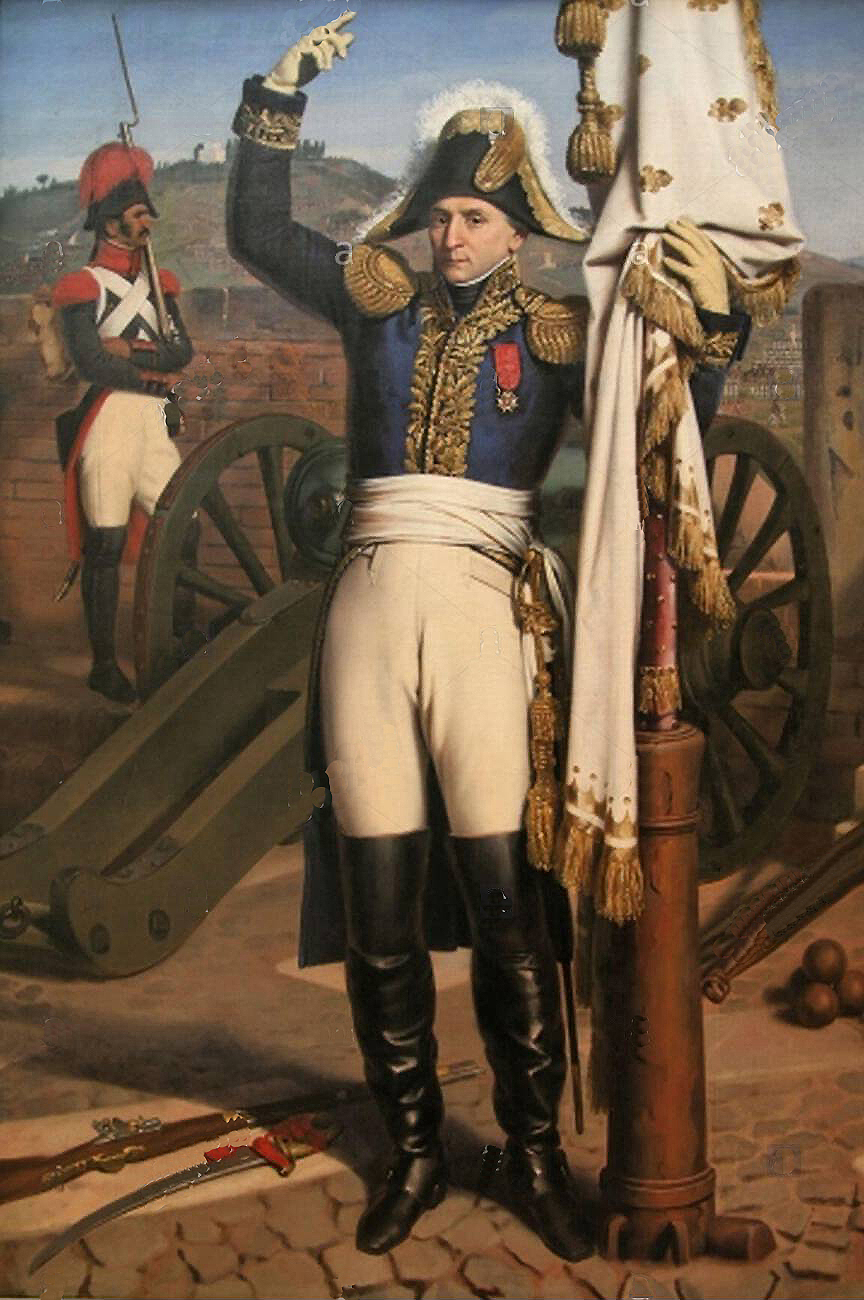
Louis François Perrin de Précy, chef des insurgés lyonnais. Peinture de Jean-Joseph Dassy.

En septembre 1790, les sans-culottes lyonnais fondent 32 clubs de section, baptisés : « Sociétés populaires des Amis de la Constitution ». Elles s'opposent aux sociétés bourgeoises, notamment la « Société des Amis de la Révolution » (la première qui ait vu le jour), qui n'admet que des citoyens actifs, et celle des « Amis de la Constitution », affiliée au club des Jacobins, qui exige une cotisation élevée. Un comité central, bientôt connu sous le nom de « Club central », réunit des délégués des clubs sectionnaires. Contrôlé d'abord par les Rolandins, le « Club central » passe bientôt entre les mains des éléments les plus avancés, autour de Marie Joseph Chalier.
Le directoire du département de Rhône-et-Loire est alors dominé par des royalistes constitutionnels. Le rolandin Vitet devient maire de Lyon. Le « Club central » s'oppose au premier dès la fin de 1791, au second en juin 1792.
Le passage des fédérés marseillais, puis la journée du 10 août 1792 radicalisent la situation. Tandis que Roland occupe le poste de ministre de l'Intérieur à Paris, huit officiers et quatre prêtres sont tués lors de « septembrisades ».
En novembre 1792, le girondin Nivière-Chol est élu maire de Lyon à la place de Vitet élu à la Convention. Confronté au marasme économique, il se voit autorisé par l'Assemblée à emprunter trois millions d'assignats, sans intérêt, par voie de souscription sur les citoyens en proportion de leur fortune, mesure qui aigrit la bourgeoisie et la rapproche des royalistes.
Le 6 février 1793, le « Club central » demande la création d'un tribunal révolutionnaire. Opposé à cette proposition, le maire veut mobiliser la troupe, ce qui provoque une insurrection populaire.
Pour dénouer les crises, Nivière-Chol démissionne et est réélu. Cependant, partisans et adversaires de Chalier s'opposent dans les clubs sectionnaires, qui eux-mêmes s'opposent au « Club central ». Nivière-Chol ayant à nouveau démissionné, le modéré Gilibert est élu maire, contre Bertrand, ami de Chalier. Toutefois, fragilisé par la nouvelle de la trahison de Dumouriez, Gilibert démissionne, et Bertrand accède à la mairie, le 9 mars 1793.
Le pouvoir des Chaliers va durer 80 jours. La municipalité prend des mesures extraordinaires : création d'une boulangerie municipale, le 14 mars, taxation des vivres (qui disparaissent des boutiques), enrôlement de volontaires, institution d'un comité de salut public lyonnais composé de 7 membres (2 du département, 2 du district, 3 de la commune), le 8 avril. Allant plus loin, le « Club central » exige l'établissement d'un maximum des grains et propose, le 4 mai, la permanence de la guillotine et de l'assemblée des sociétés populaires, l'institution d'un tribunal révolutionnaire, d'un comité de surveillance et d'une armée révolutionnaire pour remplacer la garde nationale, enfin, une contribution forcée des riches. Le 14 mai, le Conseil général de la Commune vote la création de l'armée révolutionnaire – un fonds de six millions d'assignats prélevé sur les riches doit assurer ses frais – et la réunion en commun, chaque jour, du département, du district et de la commune.
Cette dernière mesure déclenche une contre-offensive. Les jours suivants, sur les 32 sections, 7, 12, puis la majorité, s'opposent à l'arrêté municipal. À Paris, le député girondin Chasset obtient de la Convention l'annulation des arrêtés instituant des tribunaux extraordinaires dans les communes, et quatre représentants (Albitte, Dubois-Crancé, Gauthier et Nioche) sont envoyés à Lyon. Confortées dans leur décision, dans la dernière semaine de mai, toutes les sections, sauf 6, s'opposent à l'arrêté du 14 mai.

## La chute de Chalier
Le 29 mai, une assemblée des sections réunie à l'Arsenal décide de renverser la municipalité, défendue uniquement par les bataillons de cinq sections et une partie des troupes de ligne. Venus à l'Arsenal, les représentants Gauthier et Nioche sont mis en garde à vue. Dans la nuit, les « Chalier » sont arrêtés, et le modéré Bénami est nommé président provisoire. Le lendemain, Coindre devient maire, et le juge Ampère (père du physicien André-Marie Ampère) est désigné pour instruire le procès de Joseph Chalier et de ses amis.

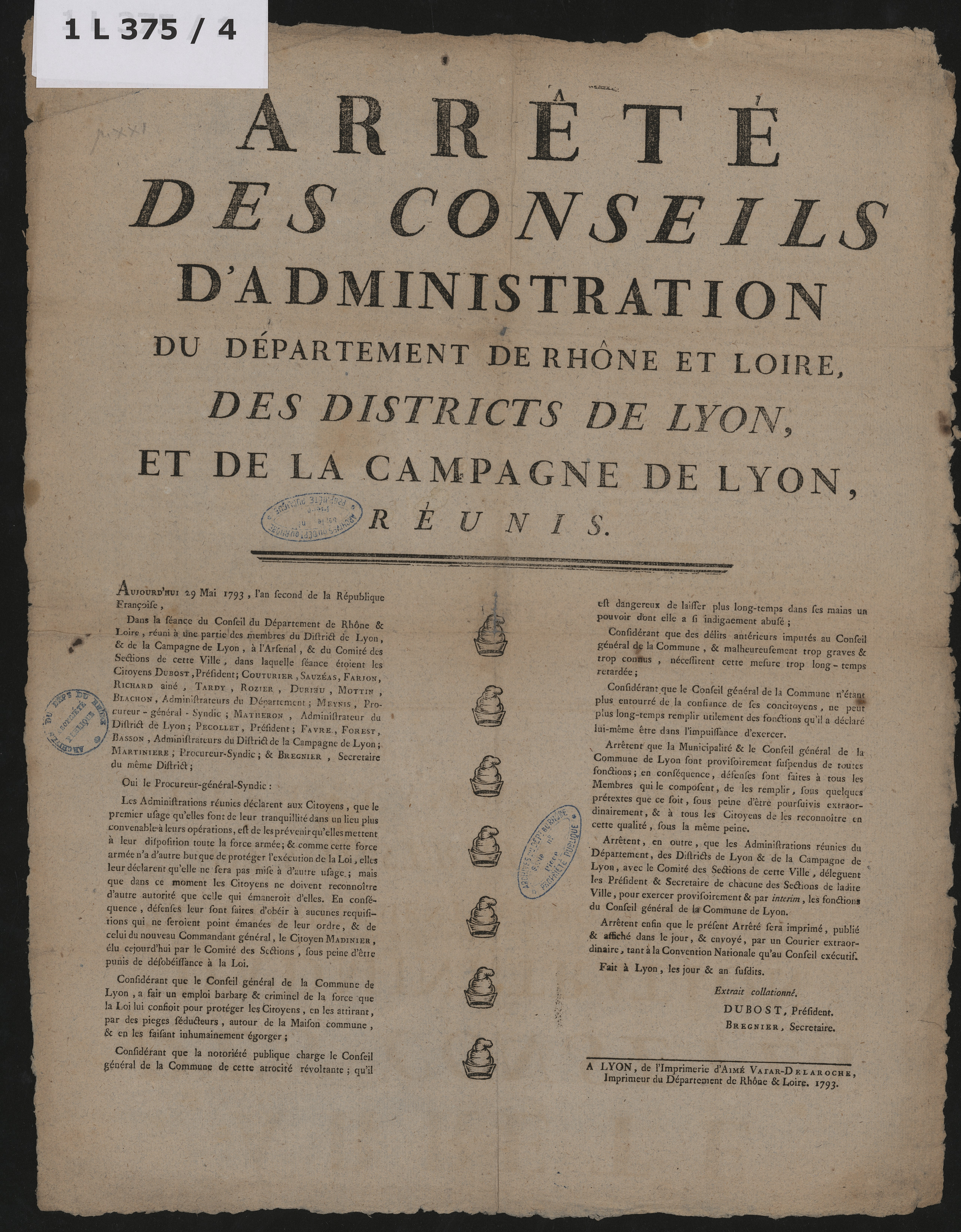
Arrêté de suspension des autorités locales, 29 mai 1793.

Confronté à des insurrections fédéralistes après les journées du 31 mai et du 2 juin 1793, la Convention considère qu'il s'agit d'une révolte girondine. De fait, dès la mi-juin, des contacts sont noués avec les départements voisins et les autres villes insurgées, Marseille, Nîmes et Bordeaux. Dans la ligne des mouvements fédéralistes, Lyon exige la réunion des conventionnels suppléants à Bourges. Par ailleurs, la municipalité constitue une armée de 10 000 hommes composée d'éléments populaires, mais commandée par des royalistes, le comte de Précy, assisté de Clermont-Tonnerre, Virieu, Pantigny, Nolhac, Villeneuve, La Roche d'Angly et le chevalier de Melon. Etienne François Giraud des Echerolles, ancien Maréchal de Camps et Armée du Roi, fut sollicité pour commander l'insurrection, mais déclina la proposition en raison de son âge et de ses infirmités. En conséquence, le Comte de Précy fut chargé du commandement, des Echerolles acceptant cependant de commander la porte Saint-Just et la porte Saint-Irénée.
La Convention envoie à Lyon Lindet pour négocier. Mais les dirigeants de l'Arsenal, soutenus par le député girondin fugitif Birotteau, refusent tout accommodement. Le 30 juin, 207 délégués des cantons du département et des sections urbaines nomment une « Commission populaire républicaine et de salut public du Rhône-et-Loire » qui envoie une Adresse des autorités constituées de Lyon aux armées, aux citoyens et à tous les départements de la République.
Entre le 04 et le 23 juillet, cette « Commission populaire » rejette comme nuls tous les décrets de la Convention, institue une force armée et un camp militaire en confiant son commandement au général de Précy, réquisitionne de la main d'oeuvre pour travailler aux fortifications de la ville et fait arrêter et enfermer les députés Montagnard à Pierre-Scize Dherbez-Latour et Sautayra.
Ayant mandé en vain les autorités lyonnaises, la Convention prend une série de décrets, les 12 et 14 juillet, mettant hors la loi la « Commission populaire » et Birotteau, destituant les dirigeants lyonnais, séquestrant leurs biens, invitant les individus entrés à Lyon depuis le 29 mai à en sortir et ordonnant aux représentants à l'Armée des Alpes de rétablir à Lyon les lois de la République.
Dans ce contexte d'exacerbation du conflit, Chalier est condamné à mort le 16 juillet et guillotiné le lendemain, suivi le 31 juillet par Ryard, qui commandait les troupes de la commune le 29 mai. Le Jacobin Rousseau Hiddins se suicide en prison et un autre leader montagnard est massacré dans la rue. Parmi les autorités, de même, les républicains modérés sont progressivement remplacés par des royalistes.

## Le siège de Lyon

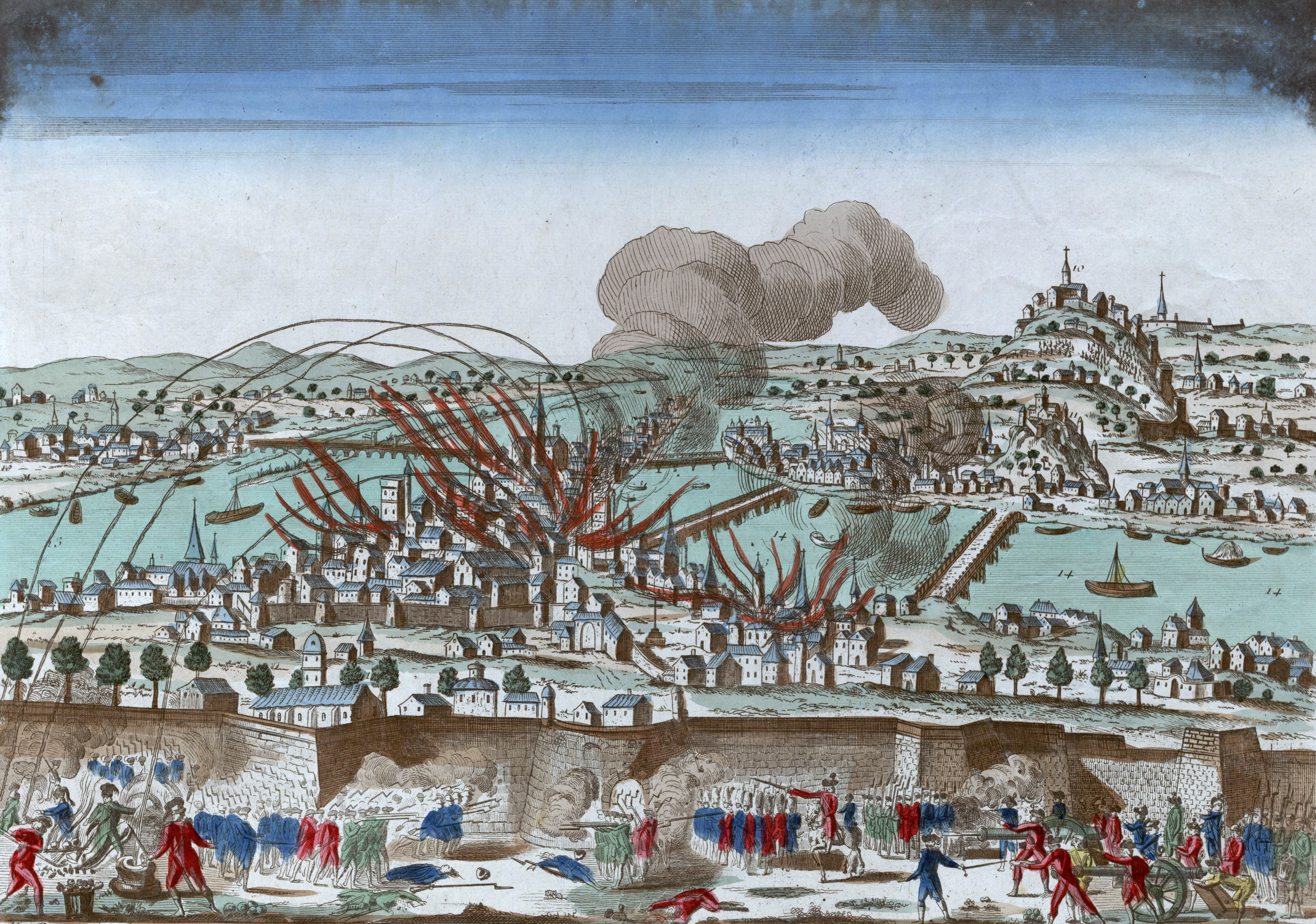
Le Siège de Lyon.

L'armée des Alpes, sous les ordres de Kellermann, fait alors face à une offensive des Piémontais en Savoie et ne peut pas faire mouvement avant le 10 août 1793. Le 12, les représentants scindent le département révolté, créant la Loire, avec Feurs comme chef-lieu et le Rhône. Le 21, la Convention envoie Couthon, Châteauneuf-Randon et Maignet appuyer leurs six collègues représentants (Albitte, Dubois-Crancé, Javogues, Gauthier, Nioche et Reverchon). Le lendemain, le bombardement de la ville commence, et, en septembre, elle est encerclée ; le 29 septembre, au sud-ouest, le fort de Sainte-Foy est enlevé. Environ 44 000 boulets, bombes et autre obus tombèrent sur Lyon (alors appelée « Ville-Affranchie »), sans toutefois la détruire.
Le 3 octobre, Couthon somme les Lyonnais de se rendre, et une trêve est observée jusqu'au 7. Après des délibérations dans les sections, le 8, une délégation est envoyée pour négocier, malgré l'opposition de Précy, tandis que les forts de Saint-Irénée et de Saint-Just tombent.
Le lendemain, à l'aube, Précy s'échappe de la ville par Vaise, au nord-ouest, et se cache, avant de passer en Suisse. Les autorités civiles capitulent à midi.

## La répression
Le 9 octobre, les représentants créent une « Commission militaire », afin de juger les personnes prises les armes à la main, et une « Commission de justice populaire », devant statuer sur les autres « rebelles ». Trois jours plus tard, la Convention décide la formation d'une « Commission extraordinaire » de cinq membres chargée de « punir militairement et sans délai les criminels contre-révolutionnaires de Lyon ».

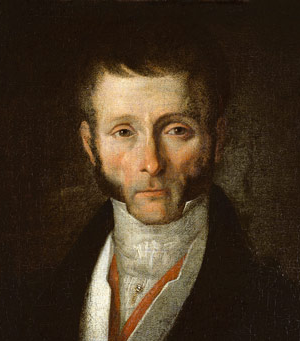
Joseph Fouché, huile sur toile anonyme, début du XIXe siècle, château de Versailles.

Le 11 octobre, les représentants décident la destruction des murailles de la ville. Le lendemain, Barère fait décréter par la Convention que « Lyon perdra son nom, elle sera appelée "Ville-Affranchie". Elle sera détruite. Tout ce qui fut habité par le riche sera démoli, il ne restera que la maison du pauvre, les habitations des patriotes égarés ou proscrits, les édifices spécialement employés à l'industrie et les monuments consacrés à l'humanité et à l'instruction publique. Il sera élevé sur les ruines de Lyon une colonne qui attestera à la postérité les crimes et la punition des royalistes de cette ville avec cette inscription : "Lyon fit la guerre à la liberté ; Lyon n'est plus." ». En fait, sur une liste de 600 maisons, une cinquantaine seulement est détruite.
À l'instar de la ville devenue Ville-Affranchie, divers quartiers, places et rues sont rebaptisés. C'est ainsi que le quartier Bellecour devient le « Canton de la Fédération » ou « Canton Égalité », la place Bellecour devient « place de la Fédération » ou « place de l'Égalité », le quartier de La Croix-Rousse devient « Commune-Chalier », le quartier de l'Hôtel-Dieu devient « Canton-sans-Culotte », le quartier de la Halle aux Blés devient « Canton Chalier », etc.
La « Commission militaire » statue, dès le 11 octobre, et fait fusiller 106 personnes, dont les lieutenants de Précy. La « Commission de justice populaire », qui fonctionne à partir du 21 octobre, fait guillotiner 79 personnes, dont Bénami, Coindre et le juge de paix Ampère. Les deux commissions disparaissent, le 9 décembre. Quant à la « Commission révolutionnaire extraordinaire » qui siège du 30 novembre 1793 au 6 avril 1794, présidée par le général Parein, elle décide d'emblée de substituer des mitraillades collectives aux fusillades individuelles et à la guillotine. Les 4 et 5 décembre, 60, puis 208 ou 209 condamnés sont tués par trois pièces de canon chargées à mitraille dans la plaine des Brotteaux, près de la grange de Part-Dieu. Cette méthode est abandonnée, le 17 décembre.
Anne-Marie Giraud des Echerolles ayant couvert son frère Etienne-François, Capitaine des portes Saint-Just et Irénée, lequel avait réussi à quitter la ville, est guillotinée le 11 février 1794.

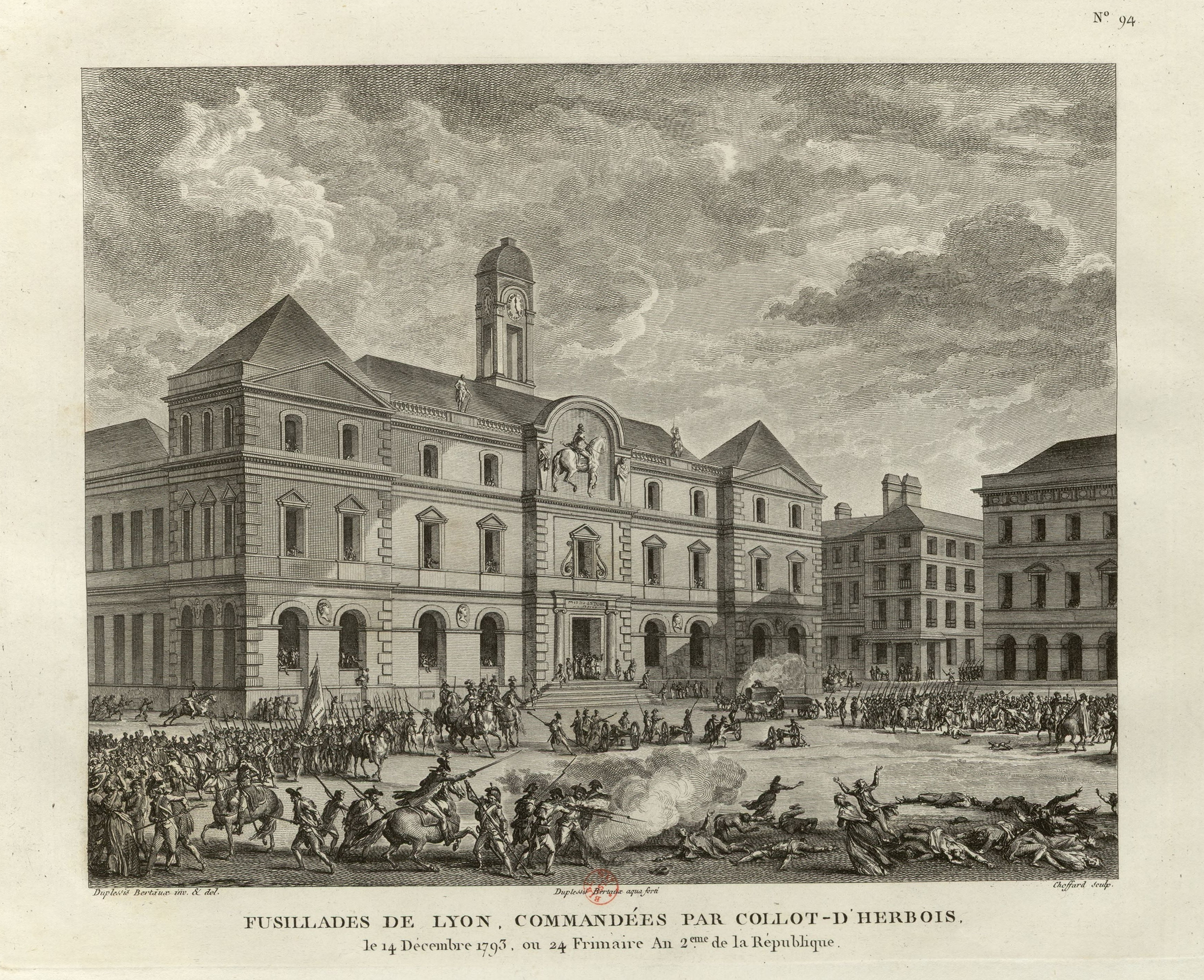
Fusillades de Lyon, le 24 frimaire an II (14 décembre 1793).
Paris, BnF, département des estampes et de la photographie, 1802.

La responsabilité de ces massacres a été imputée non seulement à la Commission Parein, mais aussi aux représentants Collot d’Herbois et Fouché, nommés le mois précédent pour remplacer Couthon, rappelé à Paris. Parmi les victimes de cette commission, on compte quelques rares personnalités : l'ancien président du département Debost, l'ex-constituant maconnais Merle, l'architecte urbaniste Morand, le bourreau qui avait exécuté Chalier, le chanoine Roland (frère du ministre), des Feuillants, des Rolandins, des prêtres, des religieux et religieuses, des négociants, marchands et fabricants, des aristocrates, des gens du peuple (ouvriers, domestiques), mais aussi des contre-révolutionnaires expédiés de Feurs, de Montbrison, de Saint-Étienne et des départements voisins (Loire, Ain, Saône-et-Loire, Isère, Allier). Cette variété rend très difficile une évaluation exacte des exécutions. Pour sa part, lors de sa dernière séance du 17 germinal 1794, la « Commission extraordinaire » affirme avoir fait exécuter 1 684 personnes, en avoir acquitté 1 682 et en avoir condamné 162 à la détention.
Au total, les trois commissions auraient donc exécuté 1 867 personnes. Toutefois, entre le 20 germinal et la chute de Robespierre, le tribunal criminel du département prend le relais, condamnant au moins 15 personnes à la peine de mort, dont 3 avaient déjà été condamnées par contumace par la « Commission extraordinaire » et arrêtées, après le 17 germinal. À ces victimes, il faudrait ajouter les victimes du siège, tuées, mortes de famine ou de misère, dont le chiffre est inconnu. De même, conformément à la loi de Prairial, les suspects sont envoyés ensuite à Paris pour être jugés, comme l'évêque constitutionnel Lamourette et l'ancien constituant Jean-Jacques-François Millanois.

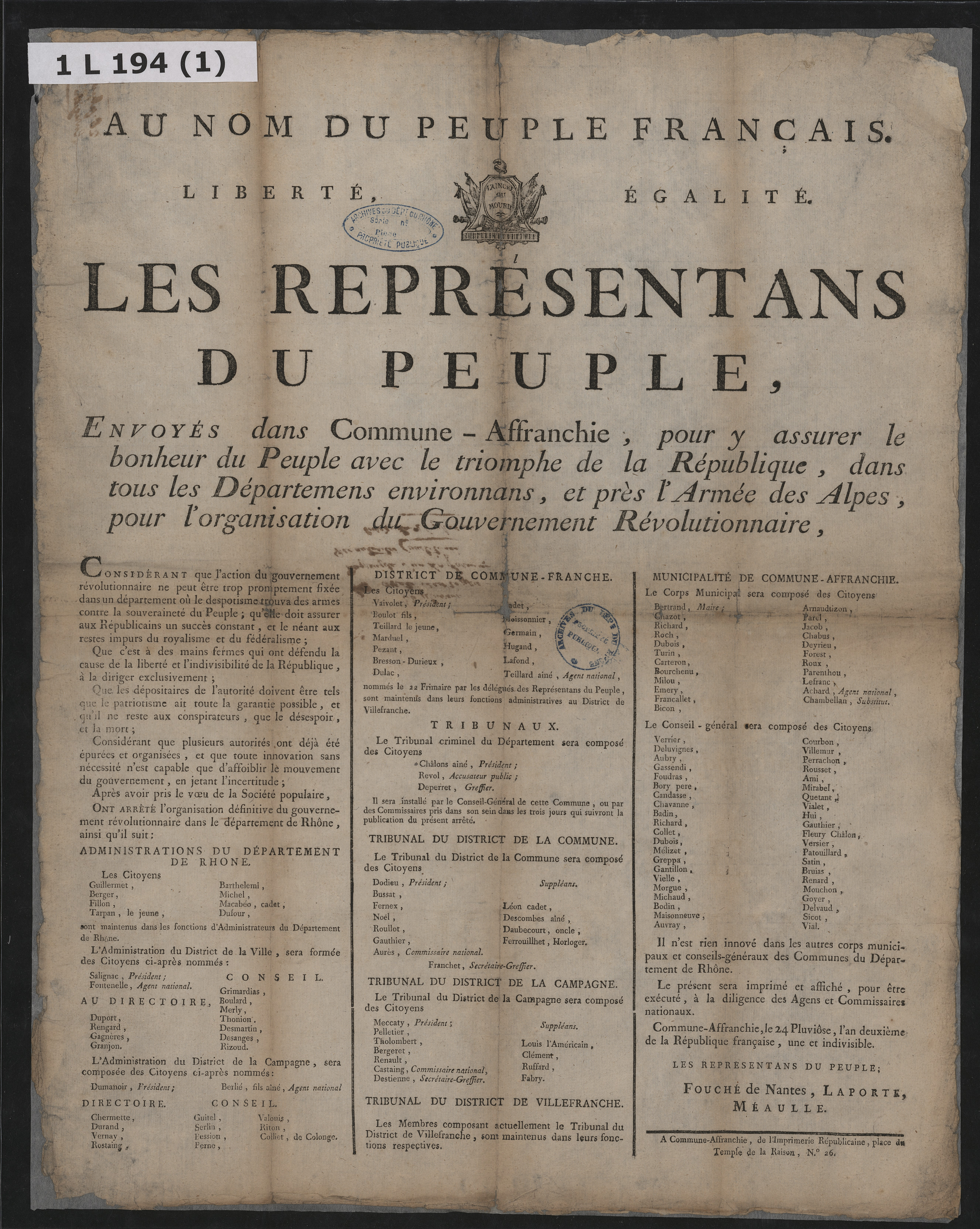
Arrêté sur l'administration de Commune-Affranchie, 21 janvier 1794.jpg.

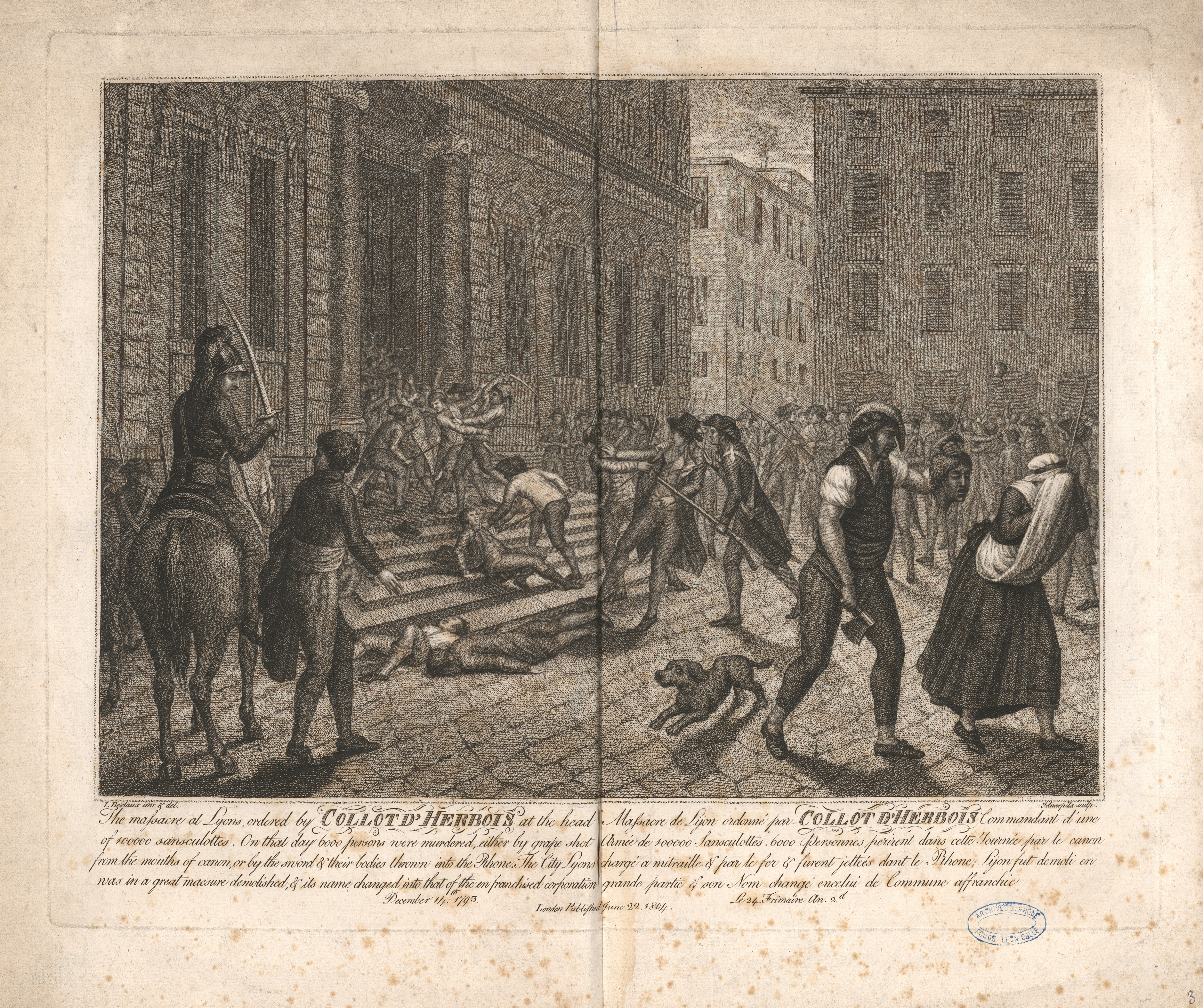
Massacre de Lyon ordonné par Collot d'Herbois, ADRML.
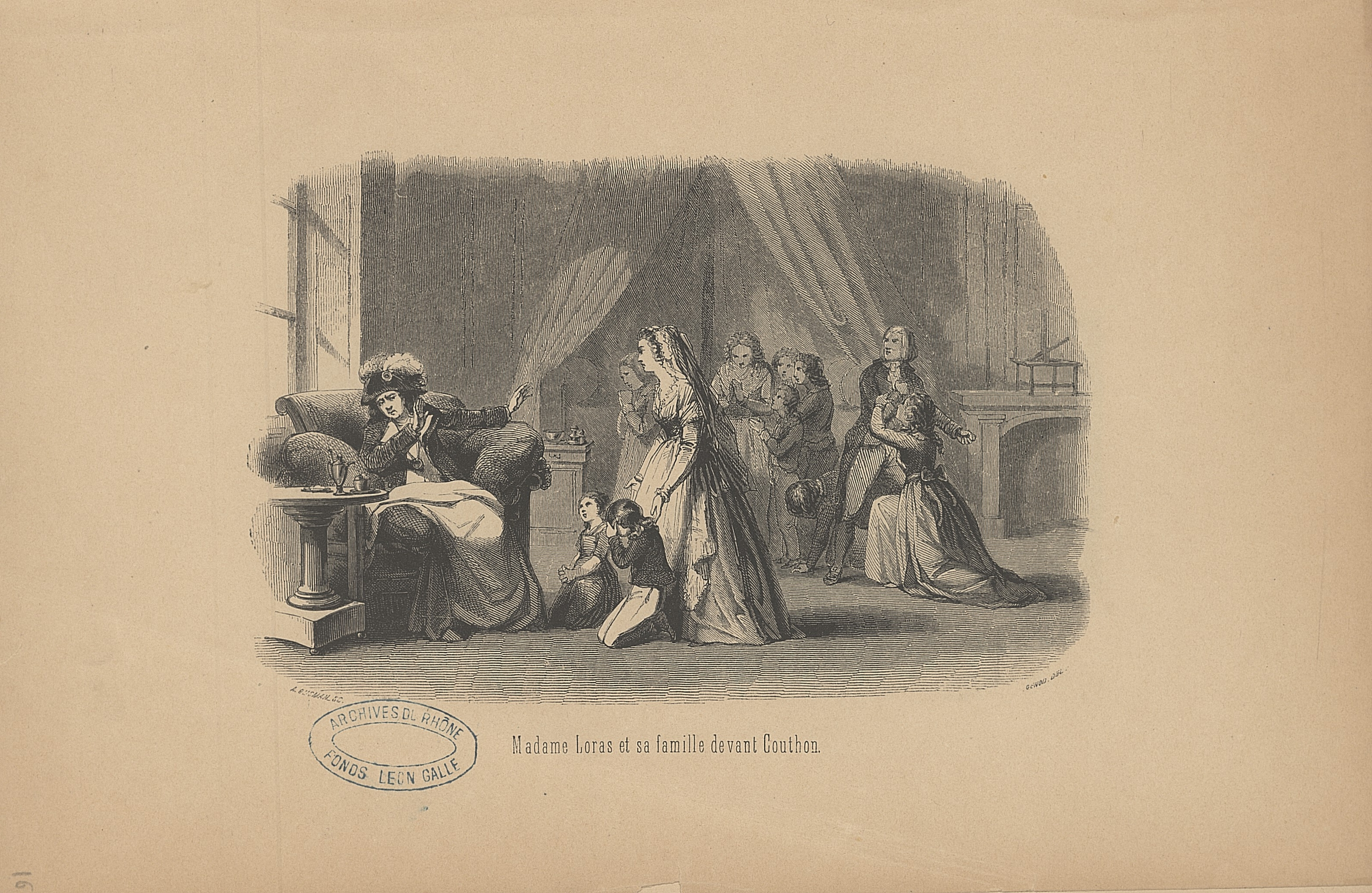
Gravure montrant la cruauté de Georges Couthon face à une famille éplorée. ADRML.

## Les suites
Le 10 germinal (30 mars 1794), Fouché est rappelé à Paris, après un séjour de quatre mois. Le 1er mai, les représentants en mission décident de ramener à l'Hôtel de ville les institutions jusque-là dispersées alentour (le Conseil du district à Condrieu, celui du département à Villefranche, le tribunal criminel à Neuville-sur-Saône). De même, les autorités tentent de réhabiliter les manufactures et le commerce, notamment des manufactures de galons d'or et d'argent. À la veille du 9 thermidor, les Robespierristes lyonnais, pensant être maîtres de la situation, commencent à vouloir demander des comptes à Fouché.
Toutefois, le 1er août parvient la nouvelle de l'exécution de Robespierre. Dans le courant de thermidor et au début de fructidor, les autorités sont épurées, avec la révocation du président, de l'accusateur public et du greffier du tribunal criminel, l'arrestation de l'agent national et de quatre autres prévenus. Le 8 août, les Jacobins lyonnais sont à leur tour épurés.

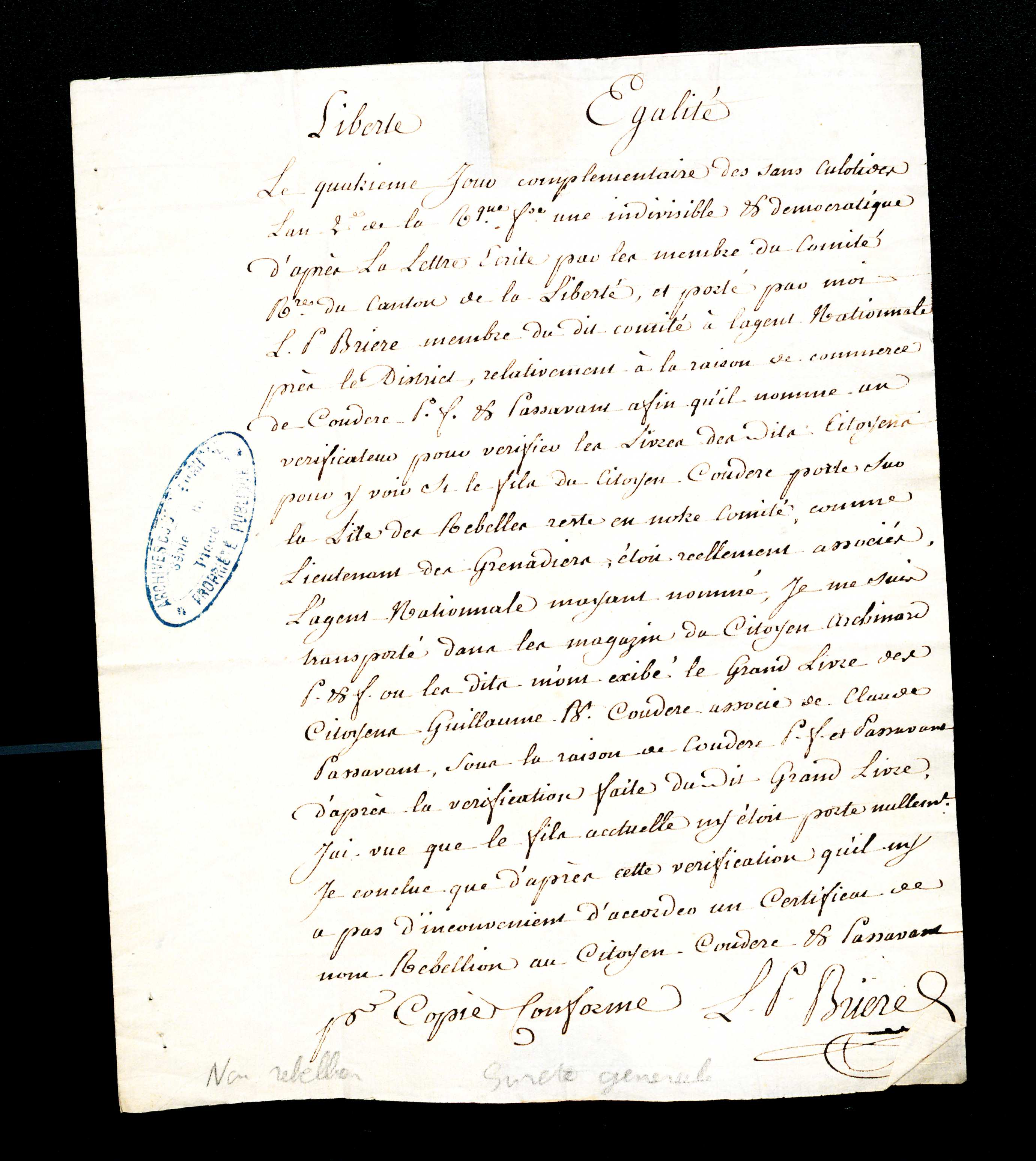
Certificat de non-rébellion établie après le siège. 20 septembre 1794. ADRML
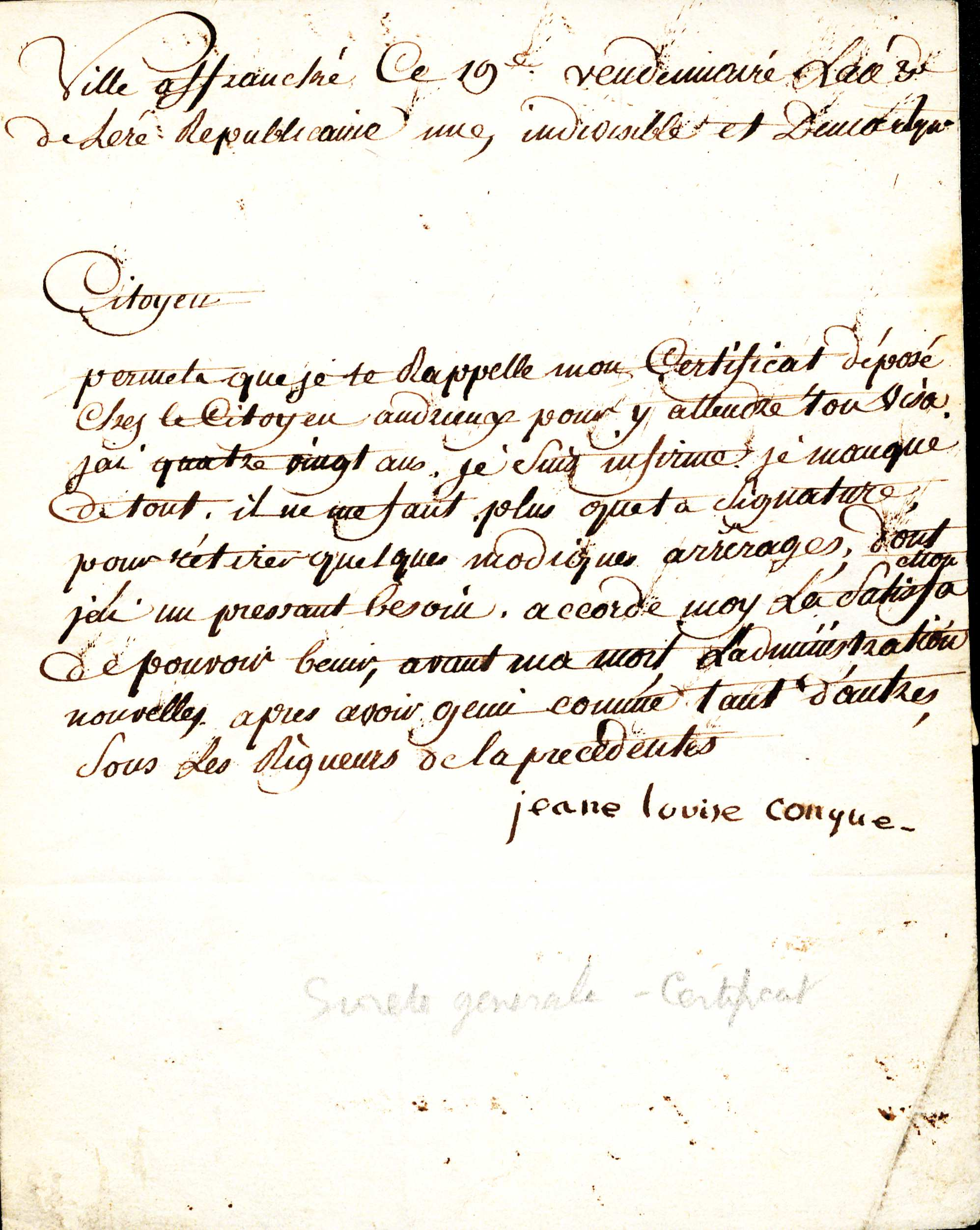
Demande de certificat de non-rébellion de Mme Conque pour avoir droit à l'aide municipale. 10 octobre 1794. ADRML.

Le 4 fructidor an II (21 août 1794), la Convention donne, par décret, mission aux montagnards Louis Joseph Charlier et Pierre-Pomponne-Amédée Pocholle d’affermir le gouvernement révolutionnaire de « Ville Affranchie », avant de l'étendre le 9 fructidor aux départements du Rhône et de la Loire. Leur mission se veut apaisante, et Charlier déclare : « On a voulu vous faire un monstre du gouvernement révolutionnaire, la terreur a régné dans vos murs ; rassurez vous, bons citoyens, la terreur n’est que pour les méchants... » Arrivés le 17 fructidor, leur mission dure trois mois.
La ville est alors confrontée à une crise des subsistances — le charbon et le blé manquent, et l’institution de la carte de pain ne suffit pas pour assurer la subsistance de la population — à l'inflation des prix et au dépérissement de la soierie, principale activité industrielle de la ville. En même temps qu'ils s'attachent à assurer la subsistance et la distribution de bois, Charlier et Pocholle maintiennent les neuf Comités révolutionnaires et ordonnent des mesures sévères pour la surveillance des étrangers.
Sous leur action, la réaction l'emporte : la Société populaire est dissoute, le 6 septembre, le maire, Bertrand, doit démissionner, remplacé par Salamond, ex-maire de Montélimar, le 9, et 13 terroristes — ceux « qui avaient dirigé les administrations du district, des cantons et des sections et avaient commis des actes arbitraires, exercé des vengeances particulières et dilapidé la chose publique » — sont arrêtés par les représentants le 12.
Sollicités, lors de célébrations de la cinquième sans-culottide, afin d'obtenir le retrait des décrets d'exception votés contre la ville, les envoyés en mission en rendent compte à la Convention qui, sur un rapport de Villers, vote, le 16 vendémiaire an III (7 octobre 1794), un décret rendant à la ville son nom de Lyon (article 1) : « Commune-Affranchie reprendra son ancien nom de Lyon ; elle n’est plus en état de rébellion et de siège. » Annoncée à Lyon le 21, la nouvelle déclenche des scènes de liesse : « on offre deux couronnes civiques aux Pères du peuple Pocholle et Charlier, avec un quatrain analogue ; ils répondirent qu’il fallait réserver ce présent si honorable aux premiers Lyonnais qui monteraient à la brèche… »
Dans une lettre adressée au comité de salut public le 7 frimaire dans laquelle ils rendent compte de leur action avant leur retour à Paris, les deux envoyés en mission affirment : « Lyon est assez tranquille ; le travail et la sécurité renaissent ; l’industrie redouble d’efforts pour réparer ses pertes et ses malheurs ; des mesures sont prises pour que la plaie des dilapidations qui ont dévoré la fortune publique soit enfin sondée. » Le 11 frimaire, cette adresse est lue devant la Convention : « Le conseil général de la commune de Lyon félicite la Convention d’avoir rendu cette ville à la République et au commerce. Il fait part des excellentes mesures que prennent dans le département Charlier et Pocholle pour déjouer les projets des conspirateurs, et faire revivre les arts et les mœurs ».
Au printemps 1795, la Terreur blanche s'abat à son tour sur la ville, dirigée contre les terroristes.

## Mémoire
On retrouve la liste des victimes des mitraillades dans la chapelle expiatoire des Brotteaux, érigée sur les lieux des massacres. Elle fut établie d'après les comptes tenus par la commission.
Les ossements des 209 lyonnais, fusillés le 3 décembre 1793 dans la plaine des Brotteaux, sont conservés dans la crypte de la chapelle des Brotteaux, rue de Créqui, dans le 6e arrondissement de Lyon, depuis la Restauration. Une première chapelle fut érigée en 1793 par l'architecte Claude-Ennemond Cochet et détruite l'année suivante. En 1814, un nouveau projet fut lancé, de nouveau remporté par Claude-Ennemond Cochet qui réalisa monument de forme pyramidale.

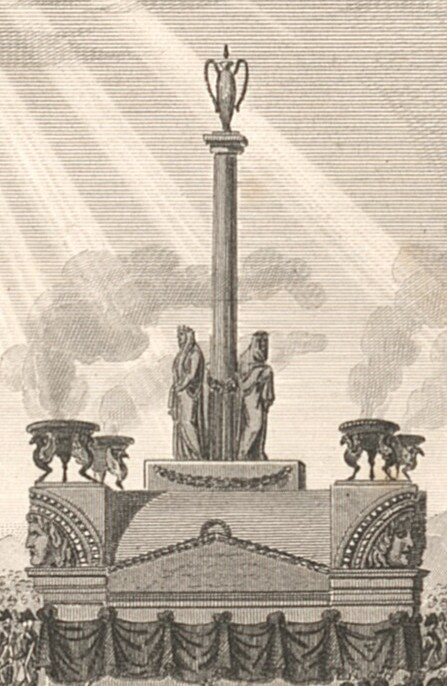
Monument aux victimes de la répression de Lyon de 1793, construit en 1795 et détruit en 1796.

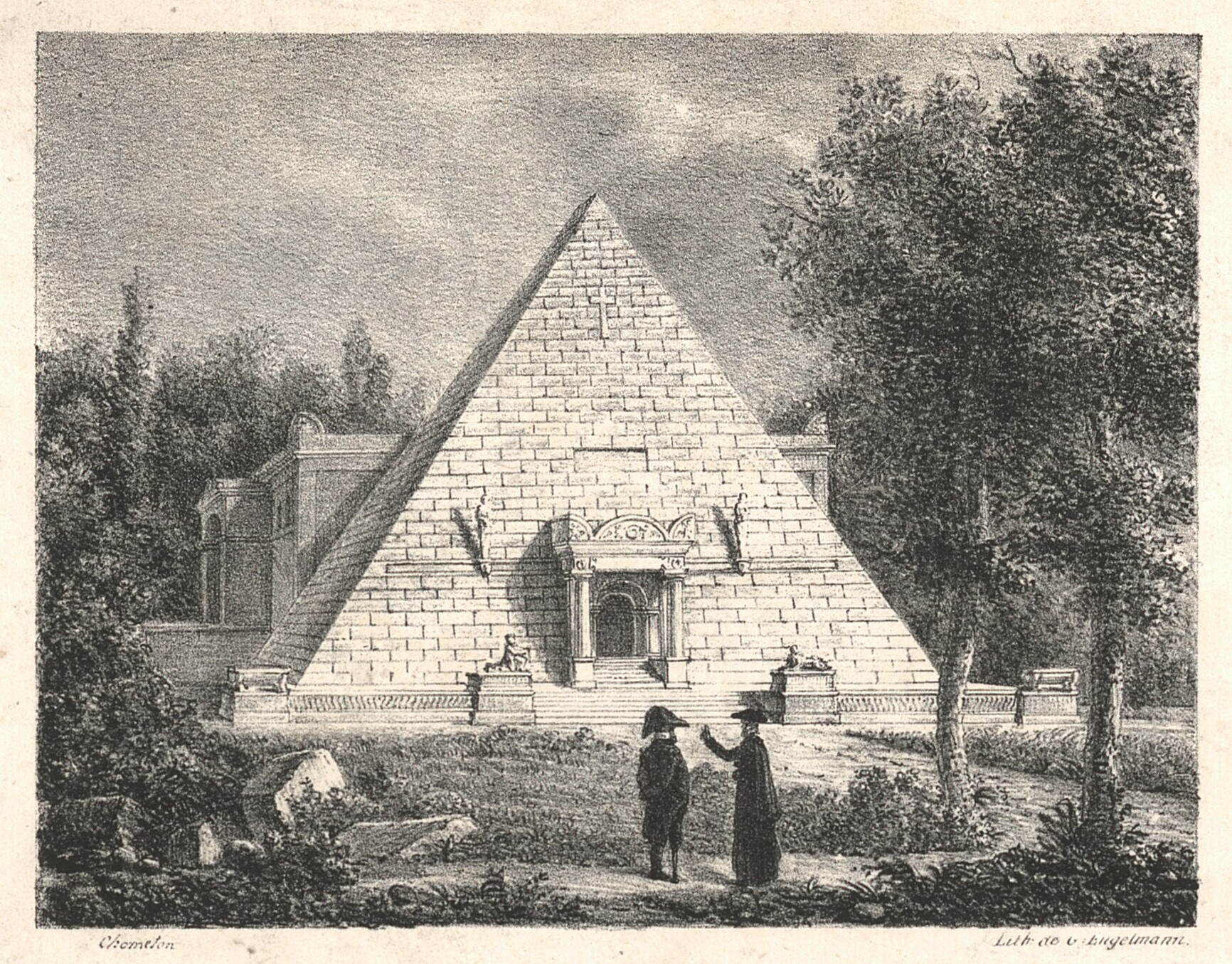
Monument aux victimes de la répression de Lyon en 1793, de Claude-Ennemond Cochet, construit en 1814, détruit en 1906.

La chapelle a été détruite et reconstruite une vingtaine de mètres plus loin à la fin du XIXe siècle. Le 2 juillet 1906, les ossements des victimes de la Terreur furent déplacés de l'ancienne chapelle des Brotteaux dans la nouvelle (ossuaire de la chapelle Sainte-Croix, 145 rue de Créqui Lyon 6°). D’octobre 1793 et avril 1794, on parle de 1 600 à 2 000 personne exécutées.
À l'occasion des célébrations du bicentenaire de la Révolution en 1989, deux associations nommées Lyon 89 et Lyon 93, regroupant des descendants des victimes du siège et de la répression, ont été fondées à Lyon. Une troisième association, Rhône 89, républicaine et laïque, est davantage tournée vers la connaissance historique.
Le siège de Lyon a suscité plusieurs chansons populaires. Parmi elles, un chasseur du bataillon de la Déserte a écrit en 1793 sur l'air de la chanson Aussitôt que la lumière d'Adam Billaut, les « Fantassins du Lyonnais », également appelé « La Ligue noire » en référence à son premier couplet.
Le livre Quelques années de ma vie, publié en 1843 à Moulins chez Martial Place, en deux volumes, et réédité sous le titre Une famille noble sous la Terreur (Paris, Plon, 1907), écrit par Alexandrine Giraud des Écherolles, fille d'Étienne François Giraud des Echerolles, relate longuement le siège de Lyon, ses suites, et ses conséquences. Alphonse de Lamartine dans son Histoire des Girondins, cita ce livre comme une des sources les plus précises sur le siège de Lyon : « On dut plus tard, à cette enfant quelques-unes des pages les plus dramatiques et les plus touchantes de ce siège.  Semblable  à  cette  Jeanne de la Force, historienne des guerres de religion de 1622,  et  à  l’héroïque et  naïve madame de La Rochejaquelein, elle écrivit avec le sang de sa famille et avec ses propres larmes le récit des catastrophes auxquelles elle avait assisté. »